# Nyanga (Simbabwe)
Nyanga (früher Inyanga) ist eine Stadt in der Provinz Manicaland in Simbabwe.

## Geografie
Sie liegt im gebirgigen Osten des Landes in dem gleichnamigen Distrikt an der Schnellstraße A14. In der Nähe der Stadt befinden sich der Nyanga-Nationalpark und mit dem Inyangani auch der höchste Berg des Landes. Die Stadt hatte 2004 geschätzte 4.850 Einwohner. 1982 waren es noch 2.973 Einwohner.

## Tourismus
Die Stadt lockt mit Angelplätzen, Bergsteigemöglichkeiten, Ferienresorts und Golfplätzen viele Touristen an. Die höchsten Wasserfälle Simbabwes, die Mutarazi-Fälle und die  Pungwe-Fälle, befinden sich ebenso in der Umgebung, in der auch Ruinen und weitere Spuren menschlicher Besiedlung aus der Stein- und Eisenzeit finden lassen, wie Befestigungen, Terrassen und Wege. Die Gegend um Nyanga erfreut sich großer natürlicher Schönheit. Cecil Rhodes schrieb einem seiner Agenten 1896:

„Lieber McDonald, Inyanga ist viel schöner als Sie beschrieben haben. […] Bevor alles verschwindet, kaufen Sie für mich bitte ca. 100.000 Morgen, und vergessen Sie die Pungwe-Fälle nicht. Ich würde Schafhaltung und Äpfelanbau ausprobieren.“

Zur Stadt gehört mit Nyamhuka ein ständig wachsendes, dicht besiedeltes Township und eine große Armeebasis.

## Bildergalerie

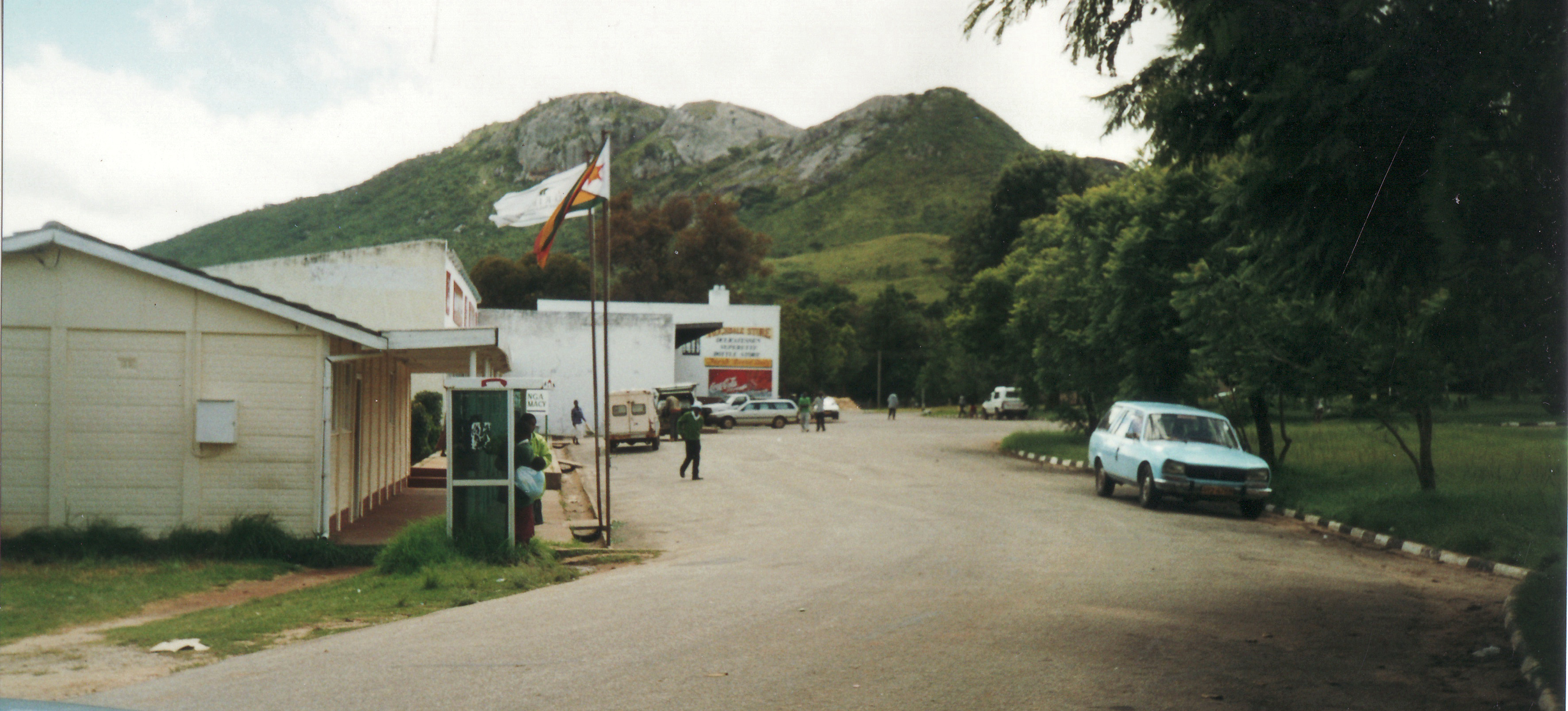
Straßenszene
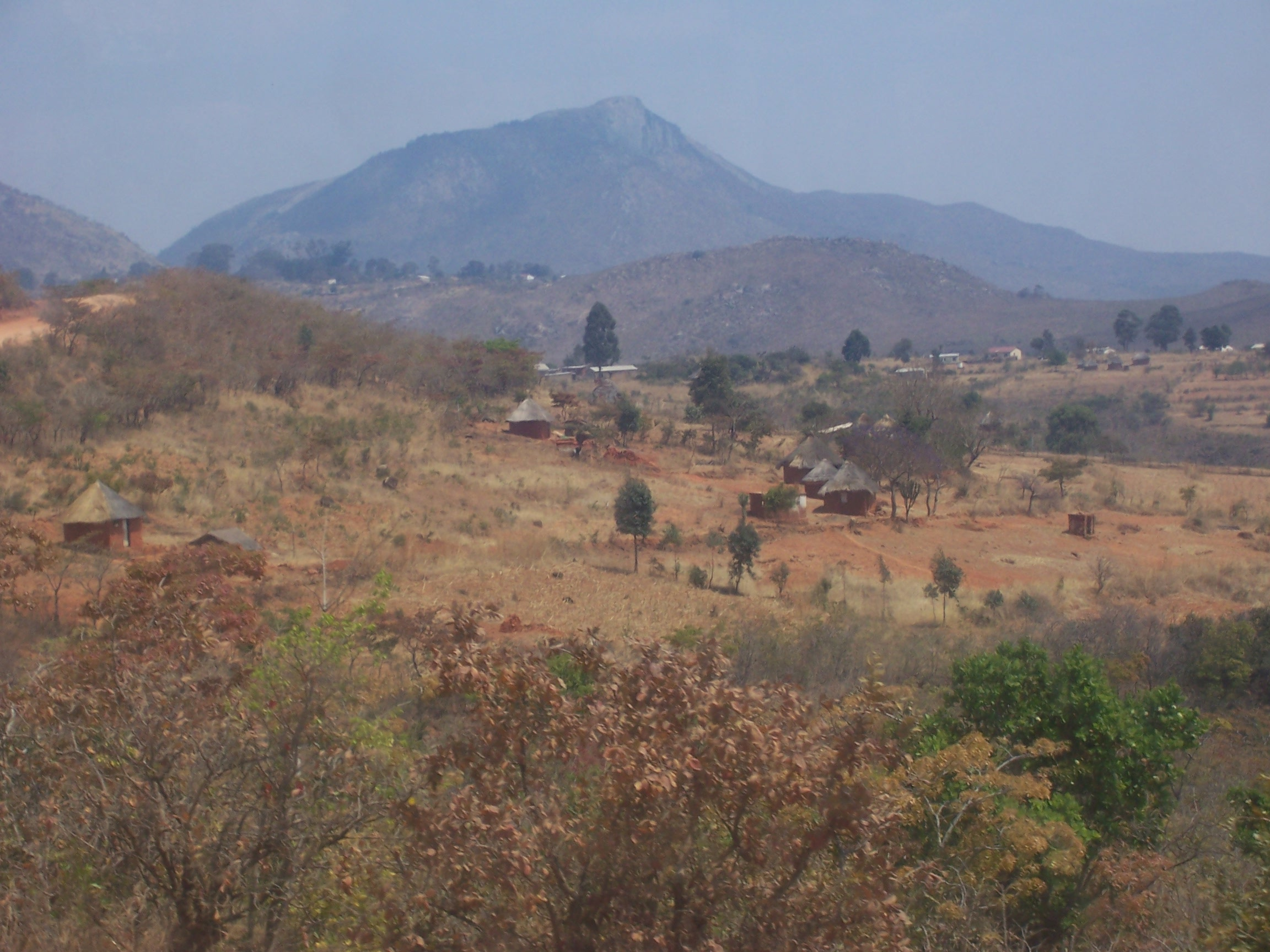
Umgebung nördlich der Stadt
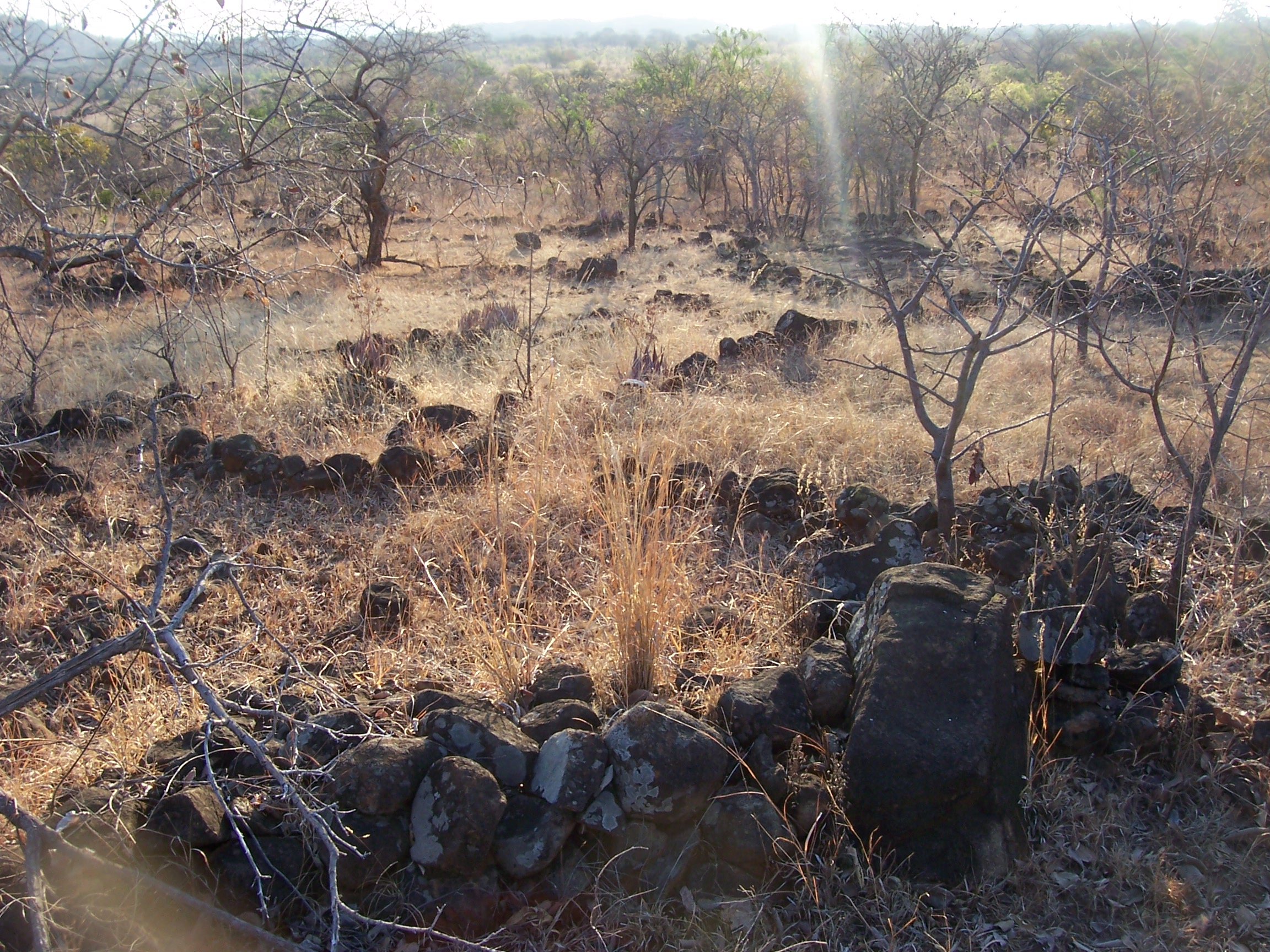
Alte Terrassenanlagen
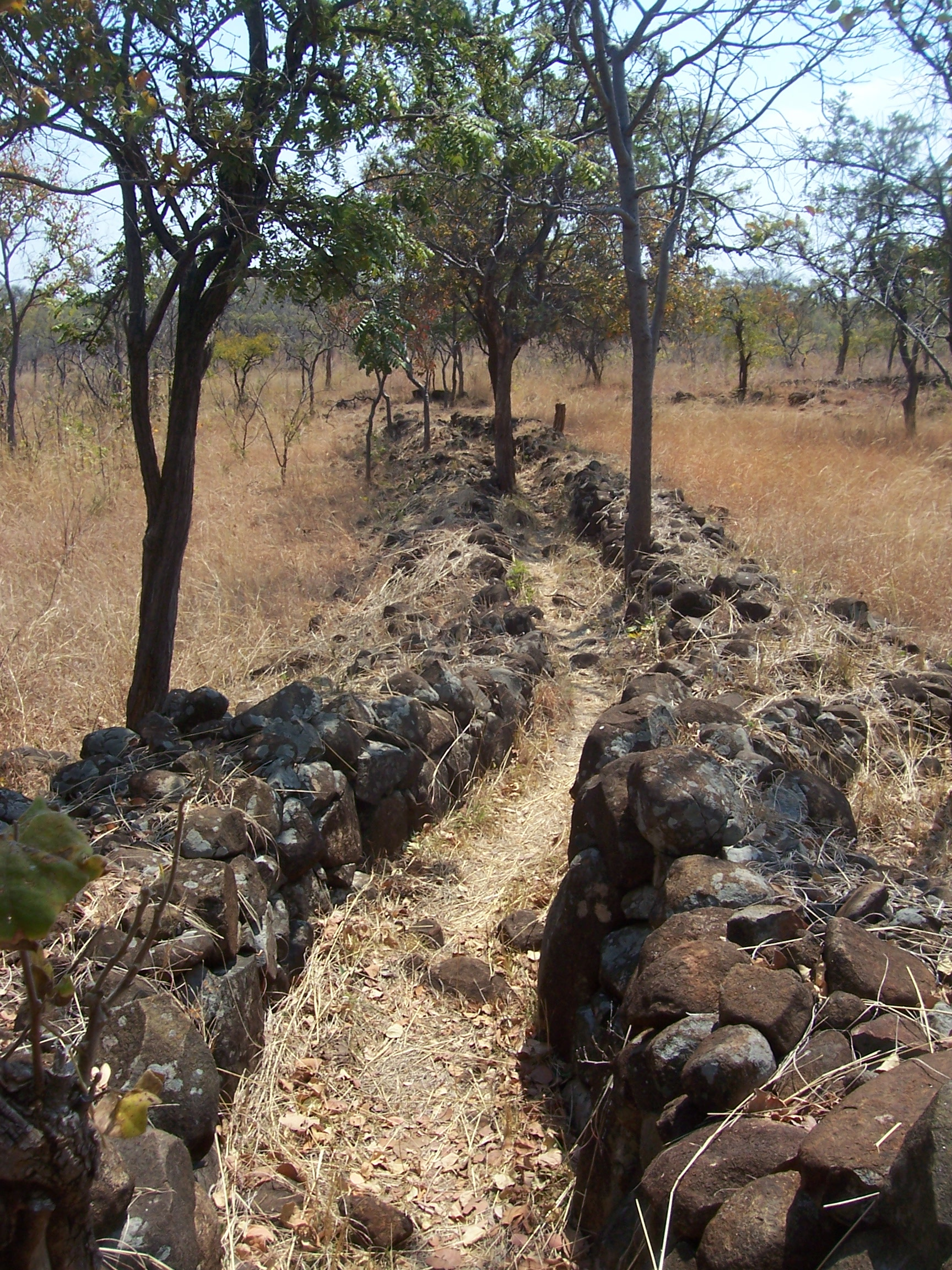
Ziwa-Ruinen nördlich der Stadt